# Kickxia lanigera
Kickxia lanigera är en grobladsväxtart som först beskrevs av René Louiche Desfontaines, och fick sitt nu gällande namn av Hand.-mazz.. Kickxia lanigera ingår i släktet spjutsporrar, och familjen grobladsväxter. Inga underarter finns listade i Catalogue of Life.

## Bildgalleri

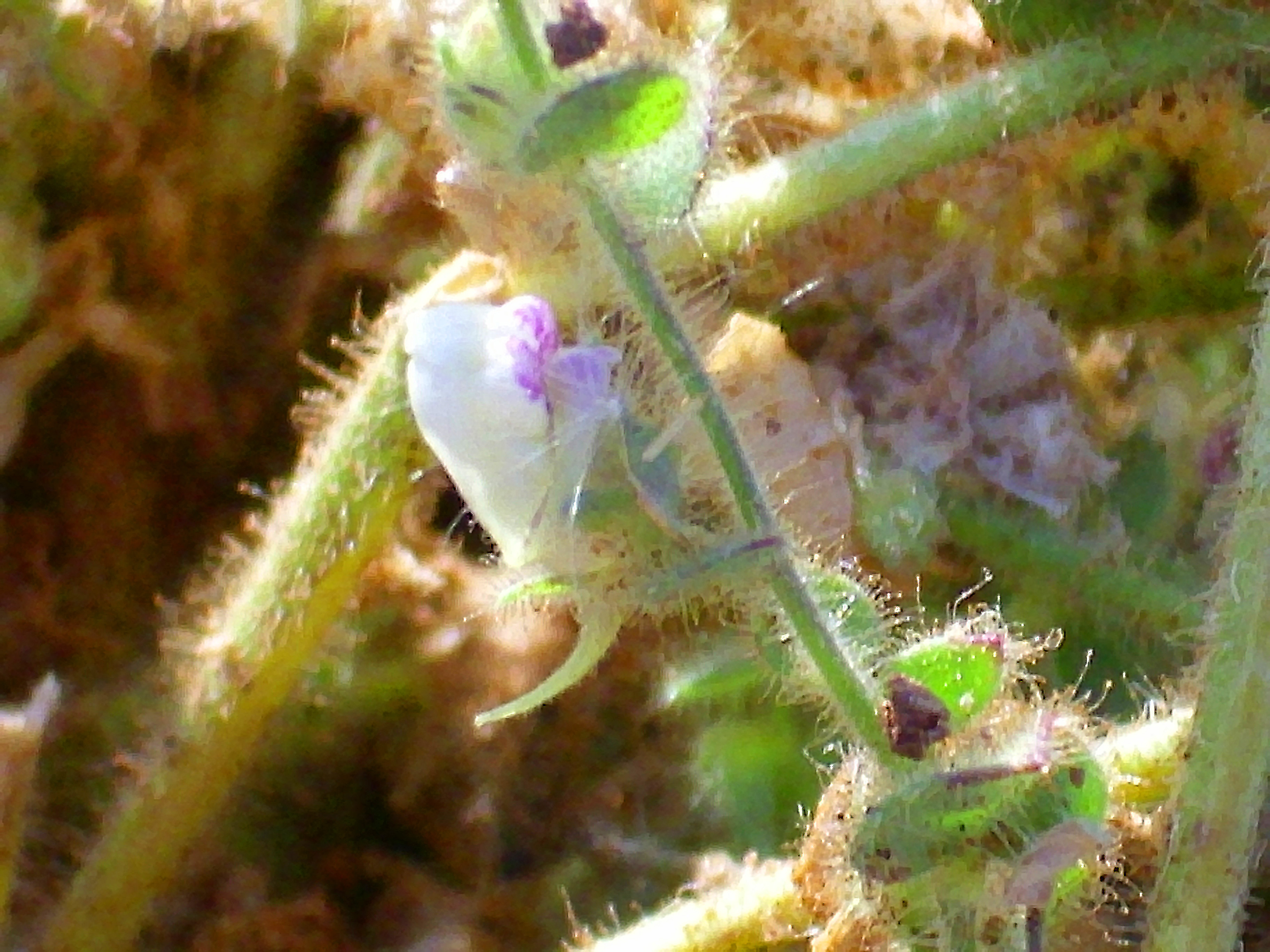
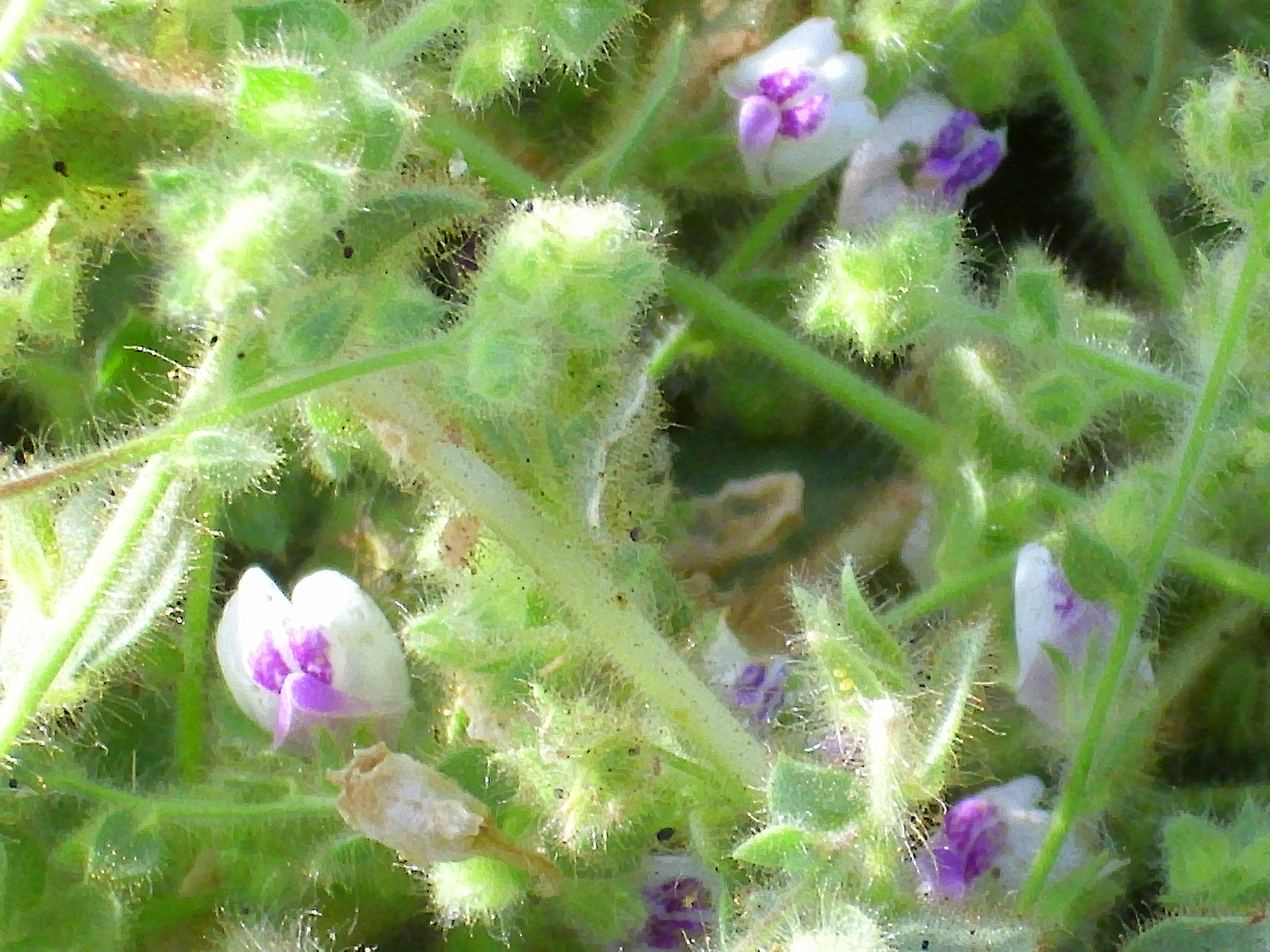
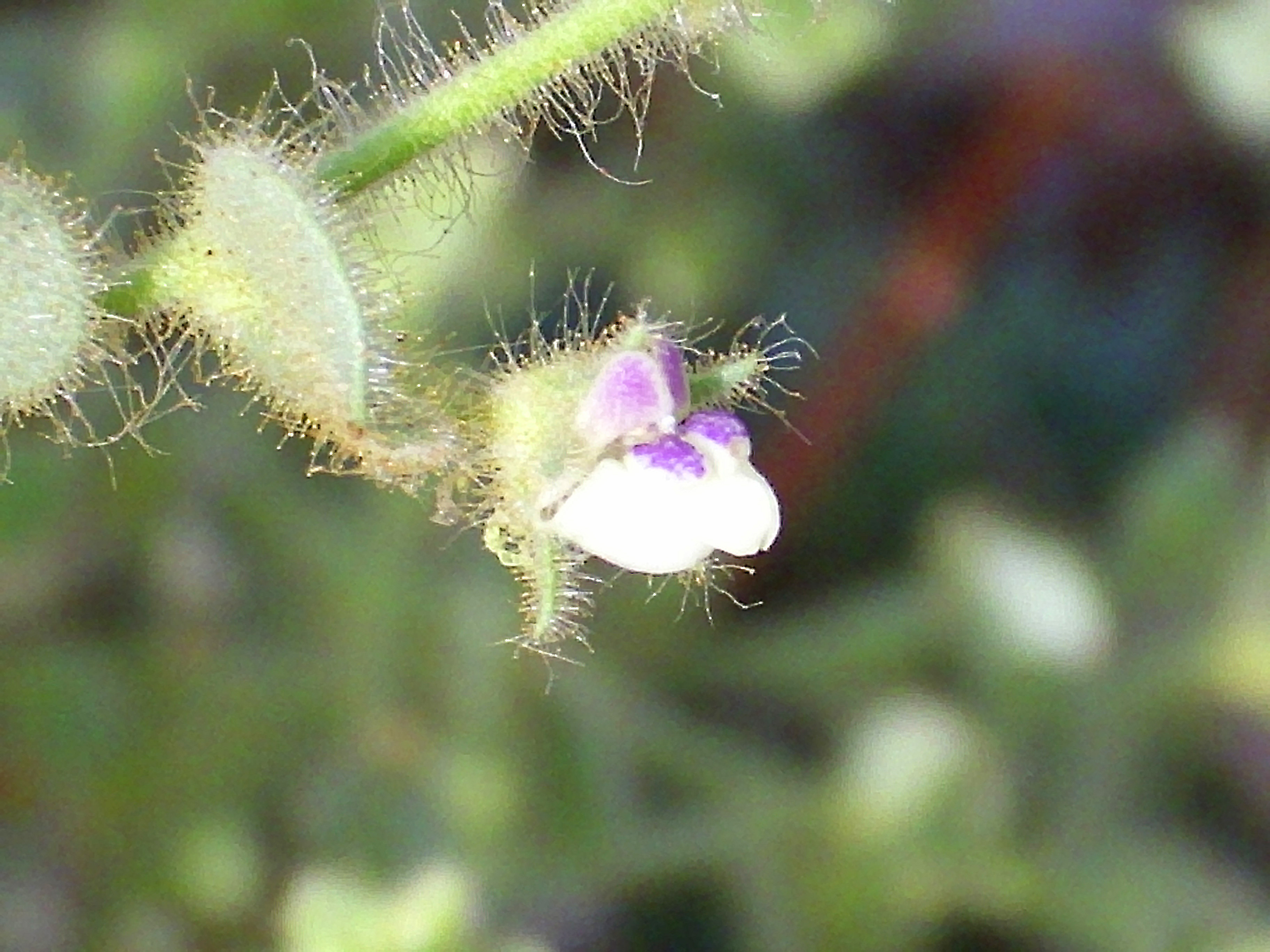
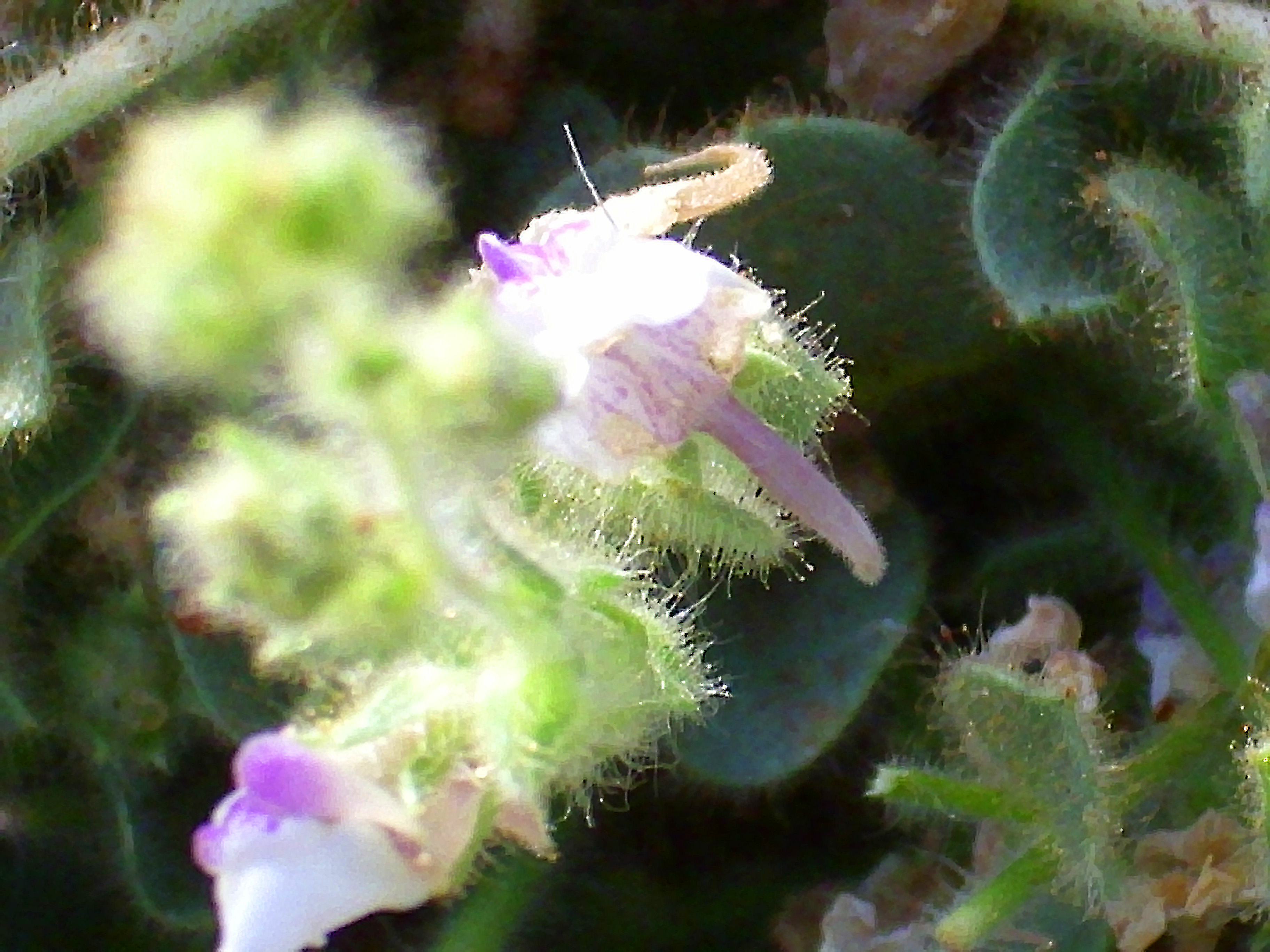